# Musculus intertransversarius posterior cervicis
A musculus intertransversarius posterior cervicis egy izom az ember csigolyái között.

## Eredés, tapadás, elhelyezkedés
A nyakcsigolyák processus transversus vertebrae-nek a  tuberculum posterius vertebrae cervicalis-ról ered és az alatt tapad.

## Funkció
Hajlítják a gerincet

## Beidegzés
A ramus anterior nervi spinalis idegzi be.

## Külső hivatkozások
- Leírás (a legalsó)
- Leírás